# Mykola Ishchenko
Mykola Anatoliovych Ishchenko (en ukrainien : Іщенко Микола Анатолійович) est un footballeur ukrainien, né le 9 mars 1983 à Kiev. Il évolue au poste de défenseur central.

## Palmarès
- Chakhtar Donetsk
  - Vainqueur de la Coupe de l'UEFA en 2009.
  - Vainqueur du Championnat d'Ukraine en 2010 et 2011.
  - Vainqueur de la Coupe d'Ukraine en 2011.
  - Vainqueur de la Supercoupe d'Ukraine en 2008 et 2010.